# Aliou Mahamidou
Aliou Mahamidou (* 7. Juni 1947 in Tahoua; † 13. Januar 1996 in Niamey) war ein nigrischer Industrieller und Politiker. Er war von 1990 bis 1991 Premierminister seines Landes.

## Leben
Aliou Mahamidou gehörte der Volksgruppe der Hausa an. Er besuchte Schulen in seiner Geburtsstadt Tahoua und das Lycée National in Niamey, wo er 1968 sein Baccalauréat machte. Von 1969 bis 1974 studierte er an der Nationaluniversität der Elfenbeinküste und an der Universität Rouen in Frankreich. Er schloss sein Studium mit einer Licence in Wirtschaftswissenschaften ab. Mahamidou arbeitete zunächst von 1974 bis 1975 als Sektionschef für Industrie im nigrischen Entwicklungsministerium. Nach einer Fortbildung am Institut International d’Administration Publique in Paris trat er 1977 in den Dienst des nigrischen Planungsministeriums. Dort war er unter anderem als Abteilungsleiter für finanzielle Angelegenheiten zuständig. Anschließend arbeitete Mahamidou von 1984 bis 1985 als offizieller Berater (conseiller technique) des Kabinetts von Premierminister Hamid Algabid. Mahamidou wurde 1985 Generaldirektor der Société Nigérienne de Cimenterie (SNC), des staatlichen Zementwerks in Malbaza, was er bis 1990 blieb.
Staatspräsident Ali Saïbou hatte am 20. Dezember 1989 das Amt des Premierministers zunächst abgeschafft und nach Studentenprotesten in der Hauptstadt Niamey am 2. März 1990 wieder eingeführt. Mit dem Amt wurde Aliou Mahamidou betraut, damals ein politischer Quereinsteiger, der sich als erfolgreicher Unternehmer einen Namen gemacht hatte. Zugleich nahm Saïbou eine größere Regierungsumbildung vor, bei der Mamadou Tandja erneut zum Innenminister ernannt wurde. Im März 1991 wurde Mahamidou zusätzlich Parteisekretär für wirtschaftliche Angelegenheiten der Nationalen Bewegung der Entwicklungsgesellschaft. In seine Amtszeit als Premierminister fielen ein Anschlag aufständischer Tuareg auf die Unterpräfektur in Tchintabaraden, gefolgt von einer militärischen Gegenoffensive, sowie die beginnende politische Öffnung und Demokratisierung Nigers. Im Zuge dessen wurde am 29. Juli 1991 die Regierung aufgelöst. In der Nachfolgeregierung ab 27. Oktober 1991 diente Amadou Cheiffou als Premierminister. Aliou Mahamidou starb knapp fünf Jahre später nach einer Krankheit in einem Krankenhaus in Niamey.